# Ophryacus sphenophrys
Ophryacus sphenophrys — вид отруйних змій родини гадюкових (Viperidae). Ендемік Мексики.

## Поширення і екологія
Ophryacus sphenophrys мешкають в горах на півдні центральної Оахаки. Вони живуть в гірських хмарних лісах, вологих сосново-дубових лісах і соснових лісах, трапляються у вторинних лісах.